# Luca Curatoli
Luca Curatoli (Nápoles, 25 de julho de 1994) é um esgrimista italiano, medalhista olímpico.

## Carreira
Curatoli conquistou a medalha de prata nos Jogos Olímpicos de Verão de 2020 em Tóquio ao lado de Luigi Samele, Enrico Berrè e Aldo Montano, após confronto contra os sul-coreanos Oh Sang-uk, Kim Jun-ho, Kim Jung-hwan e Gu Bon-gil na disputa de sabre por equipes.